# Сюпюргеджи, Зюбейде
Зюбейде Сюпюргеджи (тур. Zübeyde Süpürgeci; род. 20 июля 1993, Тузлуджа, Ыгдыр) — турецкая паралимпийская спортсменка-легкоатлетка (класс T54 — на инвалидных колясках), выступающая в заездах на 100, 400 и 800 метров. Она также участвует в эстафетах 4×400 м в классе T53 / T54.

## Ранние годы
Зюбейде Сюпюргеджи родилась 20 июля 1993 года. Она является инвалидом с рождения, до 16 лет у неё не было даже желания выйти на улицу. Когда она посетила Дворец инвалидов муниципалитета Багджылар, у неё появилась мотивация начать новую жизнь. Её младший брат Мухаммет тоже родился инвалидом.

## Спортивная карьера
Сюпюргеджи начала заниматься паралимпийским спортом в 2011 году. Свою спортивную карьеру она начала под руководством Омера Кантая. В 2012 году она вошла в состав паралимпийского клуба «Багджылар Беледиеси» в Стамбуле.
В 2012 году она завоевала золотую медаль в заезде на 100 метров в классе T54 на турнире Czech Open в Оломоуце. Она стала бронзовым призером на 100 метров в классе T54 на чемпионате Европы по легкой атлетике 2012 года в Стадсканаале.
Сюпюргеджи участвовала в марафоне на колясках на Стамбульском марафоне 2013 года и заняла второе место, преодолев дистанцию за 2 часа 58 минут и 30 секунд, уступив лишь своей одноклубнице Хамиде Курт.
Она завоевала бронзовую медаль на 100 м в классе T54 на чемпионате Европы по легкой атлетике 2014 года в Суонси.
На чемпионате Европы по легкой атлетике в 2016 году в Гроссето она выиграла золотую медаль в заезде на колясках (T54) на 100 м и серебряную медаль на дистанции 200 м.
На 8-м этапе Гран-при IPC Athletics 2016 в Дубае, который был отбором на Паралимпийские игры 2016 года, она выиграла бронзовую медаль на дистанции 200 м в классе T54 и золотую медаль на дистанции 400 м. Она стала бронзовым призером на 100 м и серебряным призером в эстафете 4×400 м на Гран-при 2016 года.
Сюпюргеджи участвовала в Паралимпийских играх 2016 года в Рио-де-Жанейро.
Она выиграла золотую медаль на дистанции 800 м в классе T54 на Средиземноморских играх 2018 года, проходивших в Таррагоне. Она стала чемпионкой Европы на 200 м на чемпионате Европы по легкой атлетике 2018 года в Берлине, побив рекорд чемпионата с результатом 30,96 с.